# Ӭ (слово ћирилице)

Ӭ ӭ (искошено: Ӭ ӭ ) је слово ћириличног писма. Његов облик је изведен од ћириличног слова Э (Э е Е е).
Слово "ӭ" се користи у азбуци килдин сами језика, где представља блиски средњи предњи незаокружени самогласник , након палатализованог (понекад названог „полупалатализованог“) прекида, . У мокшанском језику, коришћен је за скоро отворени предњи незаокружени самогласник  Међутим, у савременој мокши замењено је са Ја или, у почетку речи, са Э.

## Рачунарски кодови
| Знак                      | Ӭ                                        | Ӭ                                        | ӭ                                      | ӭ                                      |
| ------------------------- | ---------------------------------------- | ---------------------------------------- | -------------------------------------- | -------------------------------------- |
| Назив у Уникоду           | CYRILLIC CAPITAL LETTER E WITH DIAERESIS | CYRILLIC CAPITAL LETTER E WITH DIAERESIS | CYRILLIC SMALL LETTER E WITH DIAERESIS | CYRILLIC SMALL LETTER E WITH DIAERESIS |
| Врста кодирања            | децимална                                | хексадецимална                           | децимална                              | хексадецимална                         |
| Уникод                    | 1260                                     | U+04EC                                   | 1261                                   | U+04ED                                 |
| UTF-8                     | 211 172                                  | D3 AC                                    | 211 173                                | D3 AD                                  |
| Нумеричка референца знака | &#1260;                                  | &#x4EC;                                  | &#1261;                                | &#x4ED;                                |

## Слична слова
- Ë ë : Латинично слово
- Ё ё : Ћирилично слово